# Кофре-де-Піроте
Кофре-де-Піроте (ісп. Cofre de Perote) — згаслий щитовий вулкан в Мексиці.
Розташований на півдні центральної Мексики, у штаті Веракрус. У місці об'єднання Транс-мексиканського вулканічного поясу з системою С'єрра-Мадре Східна. Висота вершини вулкану — 4282 м н.р.м. Останнє виверження згідно з радіовуглецевим аналізом сталося в 1150 р. ± 100. Вулкан названий на честь розташованого неподалік міста Піроте.